# Erich Hofstetter
Erich Hofstetter (* 30. Juni 1912 in Wien; † 29. November 1987 ebenda) war ein österreichischer Politiker (SPÖ) und Gewerkschaftssekretär. Er war von 1962 bis 1979 Abgeordneter zum Nationalrat.
Hofstetter besuchte die Pflichtschule und erlernte den Beruf des Buchdruckers. Er bildete sich an der Fortbildungs- und Arbeitermittelschule weiter und war beruflich als Buchdrucker und Leitender Sekretär im Österreichischen Gewerkschaftsbund (ÖGB) tätig. Politisch engagierte er sich zunächst bis 1934 als Jugendfunktionär der Sozialistischen Arbeiterjugend sowie Jugendvertrauensmann der Gewerkschaft, nach dem Zweiten Weltkrieg wurde er Bezirkssekretär der SPÖ Wien-Penzing und Betriebsreferent der SPÖ. Er war zudem Bundessekretär der Sozialistischen Fraktion im ÖGB und vertrat die SPÖ von 1959 bis 1962 im Wiener Landtag und Gemeinderat. Danach war Hofstetter vom 14. Dezember 1962 bis zum 4. Juni 1979 Abgeordneter zum Nationalrat. Sein Grab befindet sich am Baumgartner Friedhof (Gruppe 39, Nummer 121).

## Auszeichnungen
- 1974: Großes Goldenes Ehrenzeichen für Verdienste um die Republik Österreich[1]